# 拉昂站
拉昂站是法国的一个铁路车站，位于法国北部城市，埃纳省省会拉昂。

## 位置
拉昂站位于拉昂市区的北部。车站大致呈东西走向，开口朝南。
拉昂站是法国北部的一个铁路枢纽，拥有东南西北四个不同方向的铁路，可分别前往兰斯、巴黎、亚眠和伊尔松方向，但这四个方向的铁路均没有电气化。
拉昂市区位于拉昂站南侧的一处山丘之上，两者之间有近100米的高差。除公交车外，在2016年8月以前，旅客还可通过乘坐拉昂缆车前往拉昂市区。

## 站台设置
| 北↑ |             |        |
|     |             | 存车线 |
|     |             | 存车线 |
| 7道 |             |        |
|     | 岛式        |        |
| 5道 |             |        |
| 3道 |             |        |
|     | 岛式        |        |
| 1道 |             |        |
| 2道 |             |        |
|     | 侧式 主站房 |        |
| 南↓ |             |        |

## 停靠线路
以下列车线路在拉昂站停靠：
| 拉昂站列车线路表             |      |                      |                   |              |
| 线路                         | 车种 | 上一站               | 下一站            | 大致运行频率 |
| 巴黎—拉昂                    | TER  | 阿尼济-皮农          | （终点）          | 每天8~14趟   |
| 克雷皮昂瓦卢瓦—拉昂          | TER  | 克拉西-蒙            | （终点）          | 每天1~3趟    |
| 拉昂—伊尔松                  | TER  | （起点）             | 巴朗通比尼/马尔勒 | 每天5趟左右  |
| 拉昂—伊尔松学校/欧努瓦艾姆里 | TER  | （起点）             | 巴朗通比尼        | 每天2趟      |
| 泰尔涅—拉昂                  | TER  | 拉菲尔/克雷皮-库夫龙 | （终点）          | 每天5趟左右  |
| 亚眠—拉昂                    | TER  | 拉菲尔/克雷皮-库夫龙 | （终点）          | 每天5~10趟   |
| 兰斯—拉昂                    | TER  | 圣埃尔姆/库西雷埃普  | （终点）          | 每天3~10趟   |
| 1. 2.                        |      |                      |                   |              |

## 配套交通

### 城际客运
拉昂站对应的大巴车上下车地点位于车站前方的广场上的拉昂汽车站（Gare routière），出站即可看见。
| 停靠拉昂站的大巴车 | | |
| 上下车地点         | 运营单位                                                                                           | 主要目的地 |
| 拉昂汽车站         | 埃纳省城际客运 CITA                                                                                | R019 利斯圣母 · 蒙科尔内 · 罗祖瓦 R210 克雷皮 · 努维永卡蒂永 · 勒南萨尔 · 伊唐库尔 · 圣康坦 R370 普雷勒蒂耶尼 · 特吕西 · 谢夫尔尼 |
| 拉昂汽车站         | 19 马尔勒 · 韦尔万 · 伊尔松 （当某条铁路线施工或罢工时，SNCF可能会提供途径该线路沿途站点的大巴车） | |
| 1. 2. 3. 4.        | | |

### 城市公共交通
| 拉昂站附近的公共交通线路 |            | |
| 公交车站名称             | 位置       | 停靠线路 |
| （火车站）               | 拉昂站南侧 | 1 （火车站） ↔ （克洛代勒） 2 （尚布里） ↔ （克洛代勒） 3 （火车站） ↔ （克拉西） N （火车站） （市区循环线路，经过老城区） |
| 1. 2.                    |            | |

1989年至2016年间，拉昂站东侧还有拉昂缆车（POMA）可连接拉昂站和拉昂市区。因维修费用过高，该缆车已于2016年8月27日起正式停运。

### 社会车辆
拉昂站前方有少许停车位，需付费。

## 临近车站
| 拉昂站（Gare de Laon）         |                  |                      |
| 上行车站                       | 线路             | 下行车站             |
| 克拉西-蒙站 17.5km ←           | 巴黎－伊尔松铁路 | 巴朗通比尼站 → 7.7km |
| 克雷皮-库夫龙站 10,1km ←       | 亚眠－拉昂铁路   | （终点）             |
| 库西雷埃普站 10.9km ←          | 兰斯－拉昂铁路   | （终点）             |
| - 本表仅显示运营中的线路及车站 |                  |                      |